# Orosházai kistérség
Az Orosházai kistérség kistérség Békés megyében, központja: Orosháza.

## Települései
- Békéssámson
- Csanádapáca
- Csorvás
- Gádoros
- Gerendás
- Kardoskút
- Nagyszénás
- Orosháza
- Pusztaföldvár
- Tótkomlós